# Bistum Nova Iguaçu
Das Bistum Nova Iguaçu (lateinisch Dioecesis Neo-Iguassuensis, portugiesisch Diocese de Nova Iguaçu) ist eine in Brasilien gelegene römisch-katholische Diözese mit Sitz in Nova Iguaçu im Bundesstaat Rio de Janeiro.

## Geschichte
Papst Johannes XXIII. gründete es mit der Apostolischen Konstitution Qui in Apostolici  am 26. März 1960 aus Gebietsabtretungen der Bistümer Campos, Niterói und Valença und es wurde dem Erzbistum São Sebastião do Rio de Janeiro als Suffragandiözese unterstellt.
Teile seines Territoriums verlor es zugunsten der Errichtung folgender Bistümer:
- 14. März 1980 an das Bistum Itaguaí;
- 11. Oktober 1980 an das Bistum Duque de Caxias.

## Territorium
Das Bistum Nova Iguaçu  umfasst die Gemeinden Nova Iguaçu, Belford Roxo, Japeri, Mesquita, Nilópolis, Paracambi, Queimados und einen Teil von Miguel Pereira des Bundesstaates Rio de Janeiro.

## Bischöfe von Nova Iguaçu
- Walmor Battú Wichrowski (23. April 1960 – 31. Mai 1961)
- Honorato Piazera SCI (14. Dezember 1961 – 12. Februar 1966, dann Koadjutorbischof von Lages)
- Adriano Mandarino Hypólito OFM (29. August 1966 – 9. November 1994)
- Werner Franz Siebenbrock SVD (9. November 1994 – 19. Dezember 2001, dann Bischof von Governador Valadares)
- Luciano Bergamin CRL (24. Juli 2002 – 15. Mai 2019)
- Gilson Andrade da Silva (seit 15. Mai 2019)

## Statistik

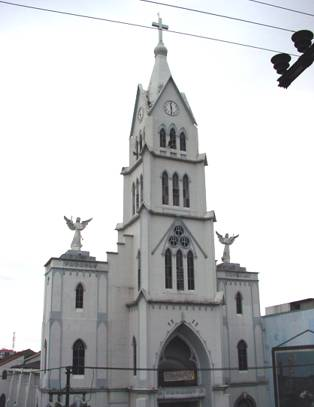
Catedral Santo Antônio de Jacutinga

| Jahr | Bevölkerung | Bevölkerung | Bevölkerung | Priester   | Priester           | Priester         | Priester               | Ständige Diakone | Ordensleute | Ordensleute | Pfarreien |
| Jahr | Katholiken  | Einwohner   | %           | Gesamtzahl | Diözesan- priester | Ordens- priester | Katholiken je Priester | Ständige Diakone | männlich    | weiblich    | Pfarreien |
| ---- | ----------- | ----------- | ----------- | ---------- | ------------------ | ---------------- | ---------------------- | ---------------- | ----------- | ----------- | --------- |
| 1966 | ?           | 1.000.000   | ?           | 63         | 33                 | 30               | ?                      |                  |             | 110         | 35        |
| 1968 | ?           | 1.200.000   | ?           | 73         | 38                 | 35               | ?                      |                  | 35          | 104         | 38        |
| 1976 | 1.696.700   | 1.900.000   | 89,3        | 82         | 42                 | 40               | 20.691                 |                  | 41          | 115         | 59        |
| 1980 | 1.886.000   | 2.113.000   | 89,3        | 87         | 36                 | 51               | 21.678                 |                  | 74          | 107         | 63        |
| 1990 | 1.458.000   | 1.860.000   | 78,4        | 59         | 24                 | 35               | 24.711                 | 1                | 65          | 88          | 46        |
| 2000 | 1.120.000   | 1.780.000   | 62,9        | 66         | 33                 | 33               | 16.969                 | 12               | 53          | 77          | 47        |
| 2004 | 1.023.000   | 1.755.770   | 58,3        | 63         | 34                 | 29               | 16.238                 | 16               | 52          | 84          | 50        |
| 2013 | 1.280.000   | 1.889.705   | 67,7        | 85         | 52                 | 33               | 15.058                 | 26               | 40          | 75          | 50        |